# Mitsuhiro Kawamoto
Mitsuhiro Kawamoto (Prefettura di Kanagawa, 10 ottobre 1962) è un ex calciatore giapponese, di ruolo portiere.